# Незеленов, Александр Ильич
 Александр Ильич Незеленов  (1845—1896) — филолог, профессор русской словесности Санкт-Петербургского университета. Действительный статский советник (1890).

## Биография
Родился 21 августа 1845 года в Санкт-Петербурге. Первоначальное образование получил дома и в частном пансионе. В 1856 году поступил в 3-ю Санкт-Петербургскую гимназию, курс которой окончил в 1863 году. В том же году поступил на историко-филологический факультет Санкт-Петербургского университета, курс которого окончил в 1867 году.
С 1870 года стал преподавать в 1-м военном Павловском училище; 22 августа того же года поступил на штатную службу в Екатерининский институт.
В 1875 году напечатал диссертацию о Н. И. Новикове: «Николай Иванович Новиков, издатель журналов 1769—1785 годов». После защиты диссертации в 1876 году получил степень магистра русской словесности и с января 1877 года начал читать лекции в Санкт-Петербургском университете в должности приват-доцента. Первый его курс — о литературе екатерининской эпохи; затем начал читать различные специальные курсы по новой словесности. В это же время преподавал русскую словесность великим князьям Дмитрию Константиновичу и Вячеславу Константиновичу. В 1880 году напечатал сочинение О преподавании русской словесности (СПб.: Траншель, 1880. — 79 с.) — по его публикациям в журнале «Женское образование». Весной 1888 года Незеленов был утверждён исполняющим должность экстраординарного профессора русской словесности Санкт-Петербургского университета. Преподавал также в училище правоведения и Женских педагогических курсах.
С 28 декабря 1890 года — действительный статский советник.
Его учебник для средних учебных заведений «История русской словесности» (В 2-х ч.; 2-е изд. Напеч. без перемен с 1-го изд. — СПб.: тип. М. М. Стасюлевича, 1893) был отмечен малой премией имени императора Петра Великого. Им был написан ряд сочинений о русских писателях: «Александр Сергеевич Пушкин в его поэзии. Первый и второй периоды жизни и деятельности (1799—1826)» (СПб.: тип. А. С. Суворина, 1882), «Тургенев в его произведениях» (СПб.: тип. А. С. Суворина, 1885), «Островский в его произведениях. Первый период деятельности» (СПб.: Н. Г. Мартынов, 1888), «Шесть статей о Пушкине» (СПб.: тип. Уч-ща глухонемых, 1892).
В 1889—1903 годах вышло «Собрание сочинений профессора А. И. Незеленова» (в 6 т.; СПб.: Н. Г. Мартынов); первый том: Литературные направления в Екатерининскую эпоху. — СПб.: Н. Г. Мартынов, 1889. — VIII, 395 с., [5] л. портр.
Скончался 31 января (12 февраля) 1896 года в Гурзуфе. Похоронен на Смоленском православном кладбище в Санкт-Петербурге.